# Гримелсхаузен
Гримелсхаузен (њем. Grimmelshausen) општина је у њемачкој савезној држави Тирингија. Једно је од 43 општинска средишта округа Хилдбургхаузен. Према процјени из 2010. у општини је живјело 193 становника. Посједује регионалну шифру (AGS) 16069016.

## Географски и демографски подаци
Гримелсхаузен се налази у савезној држави Тирингија у округу Хилдбургхаузен. Општина се налази на надморској висини од 360 метара. Површина општине износи 4,2 km². У самом мјесту је, према процјени из 2010. године, живјело 193 становника. Просјечна густина становништва износи 46 становника/km².